# The Greg Gutfeld Show
The Greg Gutfeld Show é um programa de televisão estadunidense apresentado por Greg Gutfeld no Fox News Channel.

## Recepção
O The New Yorker elogiou o programa, alegando que era mais engraçado que o Red Eye, que "muitas vezes era nauseante".